# Jahiliya
Jahiliya eller jahiliyyah, arabiska جاهلية, är ett uttryck som används om tiden före islam och före Koranens uppenbarelse som även beskrivs som ”okunnighetens tid”. Uppenbarelsen av Koranen till profeten Muhammed är en grundläggande händelse för islam då den separerar tiden före islam, känd som jahiliya, från den islamiska eran. Jahiliya kan i enkelhet beskrivas som att inte följa den ende Guden, och därmed islam och Koranen. Det är dock viktigt att poängtera att jahiliya inte är en person. Ordet har bland annat nämnts i koranvers 48:26.

## Tiden före islam
Vid tiden före islam dyrkade araberna flera gudar. Källor beskriver tiden som en tid av laglöshet och avgudadyrkan, ett hårt samhälle djupt splittrat av självrättfärdighet och klanstrider. Detta anses vara en kontrast till tiden för islam som skall representeras av moral, insikt och upplysning genom gudomlig lag. Då en person accepterade islam under profetens tid skulle denna omedelbart avskärma sig ifrån jahiliya. Personen separerade då helt och hållet från tiden då denna levde under ignorans och klev in ett nytt liv.

## Jahiliya idag
Idag används ofta begreppet i muslimska samhällen för att beskriva avsaknad av islamisk lag (sharia). Begreppet används som en beteckning på världen idag av fundamentalistiska grupper som wahhabiterna eller salafiterna. De menar att det inom sann islam inte finns utrymme för någon form av jahiliya. Begreppet används för att beskriva arrogans och laglöshet i såväl muslimska samhällen som kristna/västerländska. Termen i sig kan tyckas problematisk då den både används om tiden före islam men även i dagens samhälle för arrogans och avsaknad av islamisk lag.